# Jerzy Skolimowski
Jerzy Skolimowski (Łódź, 5 de maio de 1938) é um cineasta, roteirista, dramaturgo e ator polonês.

## Vida
Formado pela prestigiosa National Film School em Łódź , Skolimowski dirigiu mais de vinte filmes desde sua estreia em 1960, Oko wykol (The Menacing Eye). Em 1967, recebeu o prêmio Urso de Ouro por seu filme Le départ. Entre seus outros filmes notáveis está Deep End (1970), estrelado por Jane Asher e John Moulder Brown. Ele morou em Los Angeles por mais de 20 anos, onde pintou de forma figurativa e expressionista e ocasionalmente atuou em filmes. Ele retornou à Polônia e ao cinema como escritor e diretor, após um hiato de 17 anos com Cztery noce z Anną (Four Nights with Anna) em 2008. Ele recebeu o Prêmio Leão de Ouro pelo conjunto de suas realizações no Festival de Cinema de Veneza 2016.

## Filmografia

### Diretor
- Erotique (Erotyk) (1960)
- Little Hamlet (Hamles) (1960)
- The Menacing Eye (Oko wykol) (1960)
- Boxing (Boks) (1961)
- Your Money or Your Life (Pieniądze albo życie) (1961)
- The Nude (Akt) (1962)
- Identification Marks: None (Rysopis) (1964)
- Walkover (Walkower) (1965)
- Barrier (Bariera) (1966)
- Le départ (1967)
- Ręce do góry (ersão legendada em inglês intitulada Hands Up!, Concluída em 1967, lançada em 1981)
- Dialóg 20-40-60 (1968)
- Deep End (1970)
- The Adventures of Gerard (1970)
- King, Queen, Knave (1972)
- The Shout (1978)
- Moonlighting (1982)
- Success Is the Best Revenge (1984)
- The Lightship (1985)
- Torrents of Spring (1989)
- Ferdydurke (30 Door Key) (1991)
- Four Nights with Anna (Cztery noce z Anną) (2008)
- Essential Killing (2010)
- 11 Minutes (2015)
- Baltazar (2021)

### Ator
- Niewinni czarodzieje (1960)
- Boks (1961)
- Rysopis (1964) como Andrzej Leszczyc
- Walkover (1965) como Andrzej Leszczyc
- Sposob bycia (1966) como Leopold
- Deep End (1970) como a homem com jornal
- Ręce do góry (1981) como Andrzej Leszczyc
- Die Fälschung (1981) como Hoffmann
- White Nights (1985) como KGB Coronel Chaiko
- Big Shots (1987) como Doc
- Torrents of Spring (1989) como Victor Victorovich
- Mars Attacks! (1996) como Dr. Zeigler
- L.A. Without a Map (1998)
- Before Night Falls (2000)
- Eastern Promises (2007) como Stepan
- The Avengers (2012) como Georgi Luchkov